# Frýdlantské okresní dráhy (spolek)
Frýdlantské okresní dráhy je spolek, který se snaží o obnovu někdejší úzkorozchodné železniční tratě z Frýdlantu do Heřmanic. Svým názvem odkazuje na původní stejnojmennou společnost, která od přelomu 19. a 20. století do konce roku 1924 na jí vlastněných tratích z Frýdlantu do Heřmanic a do Jindřichovic pod Smrkem a také z Raspenavy do Bílého Potoka provozovala železniční dopravu.

## Historie
Spolek vznikl během podzimních měsíců roku 2004, kdy se objevily snahy vybudovat na tělese tratě cyklostezku. Zakládající členové uskupení se obávali, že vybudováním cyklostezky se navždy zabrání obnově železniční tratě a chtěli tomu předejít. V té době již navíc další členové spolku, otec a syn Ladislavové Crhové, vlastnili z Německa dovezenou lokomotivu T 36.002, jejíž stejný typ pod označením T 36.001 na trati v okolí Frýdlantu mezi roky 1948 a 1953 jezdil. Uschovanou ji mají ve výtopně, kterou původní Frýdlantské okresní dráhy pro své potřeby roku 1902 vybudovaly. S lokomotivou se členové spolku účastní akcí na dalších úzkorozchodných tratích jak v České republice, tak také v zahraničí, kde ji předvádějí zájemcům. Jezdili tak s ní třeba na tratích Jindřichohradeckých místních drah nebo po Žitavské úzkorozchodné dráze.
Koncem měsíce června roku 2008 otevřel spolek v někdejší výtopně muzeum věnující se budování a provozu na tratích v okolí Frýdlantu. Vystaveny zde jsou fotografie a artefakty z provozu, tak je také možné zhlédnout počítačovou simulaci provozu heřmanické úzkorozchodné železnice. Před výtopnou je na nově položených 85 metrech úzkorozchodných kolejí vystavena motorová lokomotiva T 36.002 spolu s renovovanými vozy.

## Plány
Uskupení, v jehož čele stojí stomatolog Petr Vidner, nejprve plánuje zahájit ukázkový provoz po dochované, asi stometrové části trati vedoucí od železničního přejezdu se silnicí I/13 blízko výtopny až k frýdlantskému nádraží.